# Johannes Nicolaas Helstone

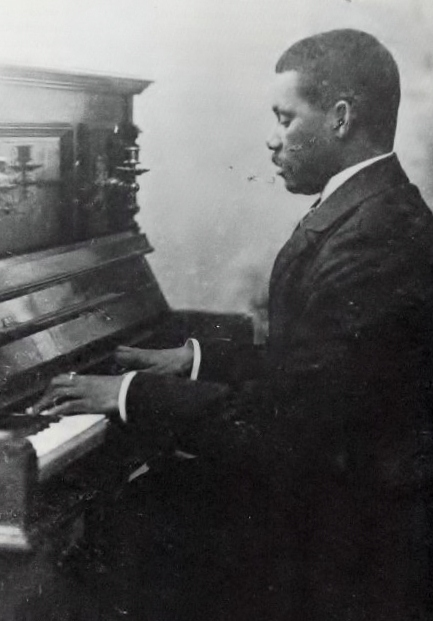
Johannes Helstone

Johannes Nicolaas Helstone, auch Nicodemus Johannes Helstone (* 11. Januar 1853 in Berg en Dal, Suriname; † 24. April 1927 in Paramaribo) war ein surinamischer Pianist, Organist, Dirigent und Komponist.

## Leben

### Jugend
Nicolaas erhielt bei seiner Taufe am 28. Februar 1857 auf der Plantage Berg en Dal durch Bruder Johann Gottfried Menze von der Evangelische Broedergemeente (EBG) den Taufnamen Johannes.
Mit Abschaffung der Sklaverei in Suriname, am 1. Juli 1863 wurde er in das bürgerliche Register der Emanzipierten, durch Veränderung seines Vornamens und Zuerkennung eines Nachnamens als Nicodemus Johannes Ulm aufgenommen. Bei der Heirat seiner Mutter Josefina Proserphina Ulm mit Dorns Nicolaas Helstone am 15. April 1872 wurde er vom Ehemann seiner Mutter als sein Sohn anerkannt und somit als Nicodemus Johannes Helstone legitimiert. In späteren Veröffentlichungen wird er abwechselnd mit den Vornamen aus dem Kirchen- und Bürgerregister genannt.

### Ausbildung, Studium in Leipzig
Nachdem sein musikalisches Talent bereits im Internat der EBG Zentralschule in Paramaribo erkannt und gefördert worden war, erhielt Helstone später zweimal die Gelegenheit für jeweils ein Jahr (1880–1881 und 1893–1894) am Konservatorium in Leipzig zu studieren. Am 1. Juli 1894 schloss er sein Studium an der Musikhochschule, Mendelssohn Akademie Leipzig cum laude ab.

## Verlust durch Brand
Als am 25. Januar 1899 ein Häuserblock Ecke Waterkant/Heiligenweg in Paramaribo in Flammen aufging war auch Helstone betroffen. Bei dem Brand verlor er sein gesamtes Inventar einschließlich einiger Manuskripte seiner Musikkompositionen sowie seine beiden Klaviere. Durch den Verlust war er so schwer erschüttert, dass er dem Rat seines Arztes folgte und zur Erholung seine dritte Reise nach Europa unternahm.

## Werke, Musikschule
Helstone komponierte Werke für Chor, Piano, Orgel und Orchester; u. a. ein großes Musikdrama unter dem Titel Het pand der goden (1906) mit einem eigenen Szenarium. Anlässlich seiner vierten und letzten Reise, 1907 nach Deutschland, wurde in Berlin sein opus magnum Het pand der goden (Das Pfand der Götter) mit dem von ihm ins Deutsche übersetzten Text aufgeführt.
Er war 1908 Mitbegründer und Direktor der Musikschule in Paramaribo. Zu seinen Schülern gehörten u. a. Dario Saavedra (Pseudonym von Daan Samuels), der auch an der Musikhochschule in Leipzig ein Studium absolvierte, Flora Samuels, Cor Anijs, Josephine Nassy, Anton Plet und Esseline Polanen. Außerdem schrieb er eine Grammatik für das Sranantongo und ein essayistisches Werk über Musik.
Nach über hundert Jahren fand am 15. Februar 2024 die niederländische Erstaufführung des überarbeiteten musikdramatischen Werkes Het pand der goden von Johannes Nicolaas Helstone durch das Concertgebouw-Orchester in Amsterdam, unter Leitung von Otto Tausk statt.

## Ehrungen

### Helstone Monument
Zu Ehren des Musikers und Komponisten Helstone wurde am 11. Januar 1948 auf dem Kerkplein in Paramaribo, in unmittelbarer Nähe der Kirche der reformierten Gemeinde, ein Denkmal enthüllt. Es wurde durch Charles Nieleveld entworfen und ausgeführt. Als Material wurde überwiegend heimischer Granit verwendet. Das Hauptmotiv des Monuments besteht aus den beiden Buchstaben H und M, in denen sich die Initialen Helstone Musikus – oder auch Helstone Monument – widerspiegeln, sowie darunter einer Musiknote. Die Enthüllung erfolgte unter großer öffentlicher Anteilnahme.

### Volksmusikschule Paramaribo
Am 14. März 2015 wurde die Kunsthalle der Nationale Volksmuziekschool in Paramaribo, anlässlich der Feiern zur Gründung der Schule am 2. März 2006, in Nicodemus Johannes Helstone Kunsthal benannt.

## Privat
Am 30. März 1891 heiratete Helstone die in Paramaribo geborene Modistin und Pianistin Remiline Emeline (Milly) Uckerman (1871–1943). Im Oktober 1899 wurde die Ehe geschieden.

## Grabmal
Johannes Nicolaas Helstone wurde auf dem Friedhof Oud, Vrede en Arbeid in Paramaribo begraben. Der hier abgebildete Grabstein wurde von der surinamischen Bevölkerung gestiftet. Der Text lautet übersetzt: „In Erinnerung an den Musiker J.N. Helstone 11. Jan. 1853 – 27. Apr. 1927 von den Einwohnern von Suriname“. Der hier eingravierte Todestag stimmt nicht. Tatsächlich ist er am Sonntag, den 24. April 1927 verstorben.

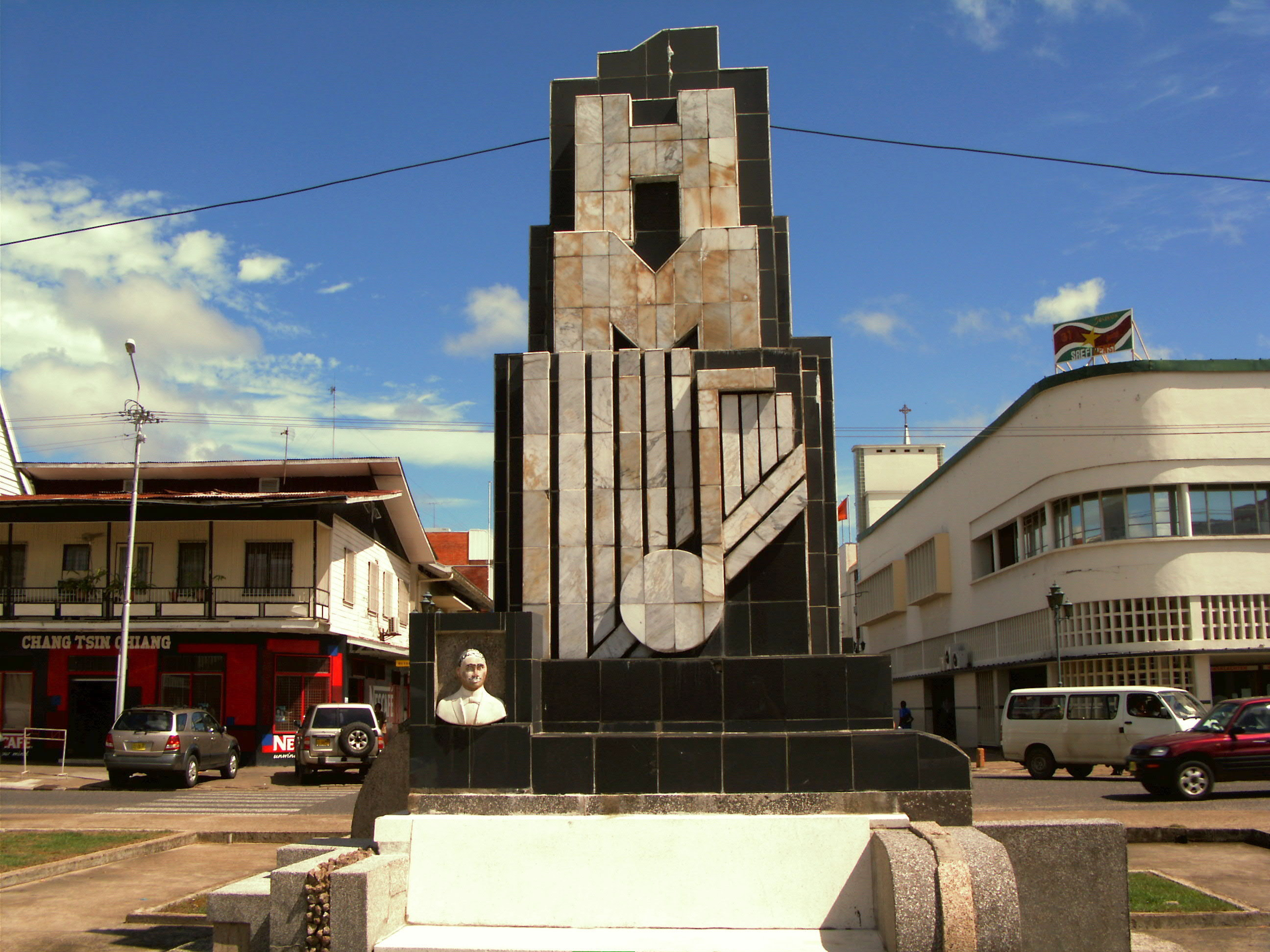
Helstone Monument in Paramaribo
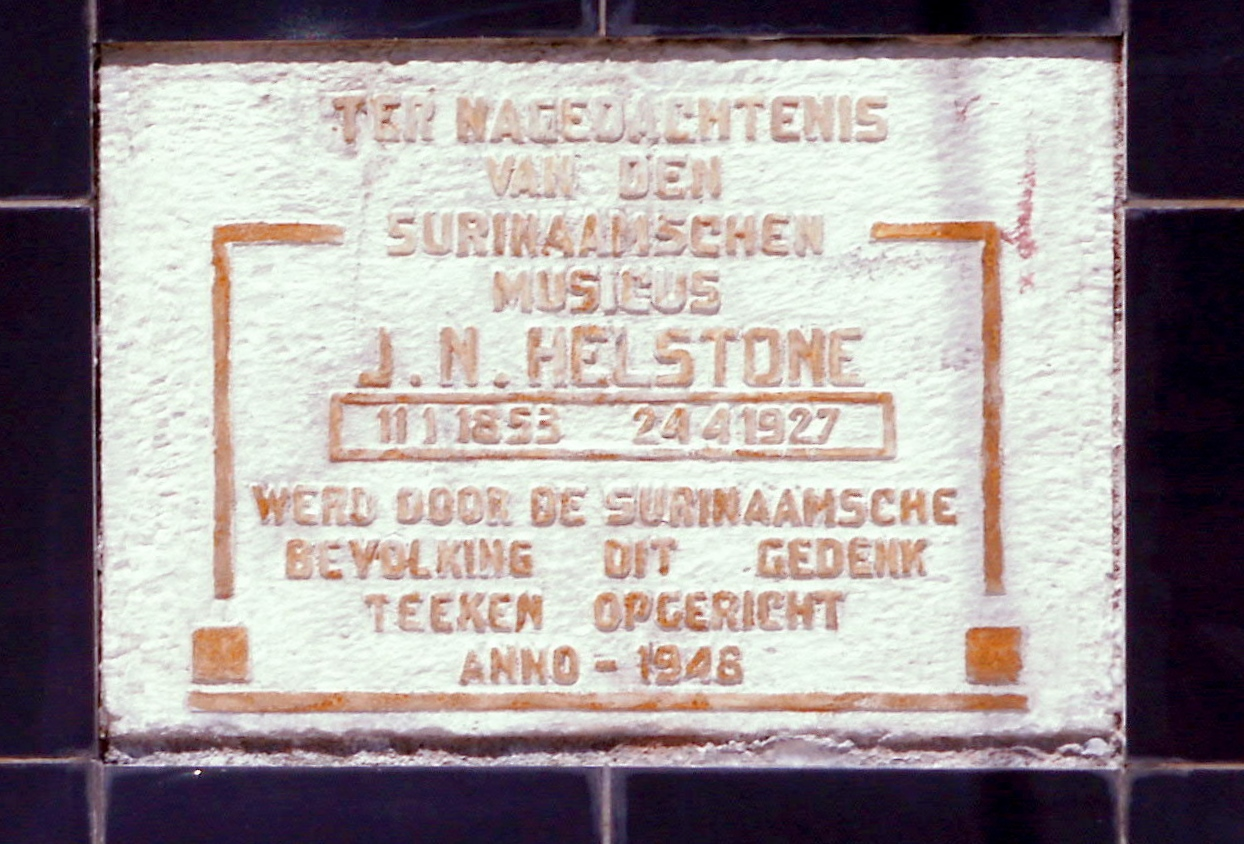
Beischrift Helstone Monument
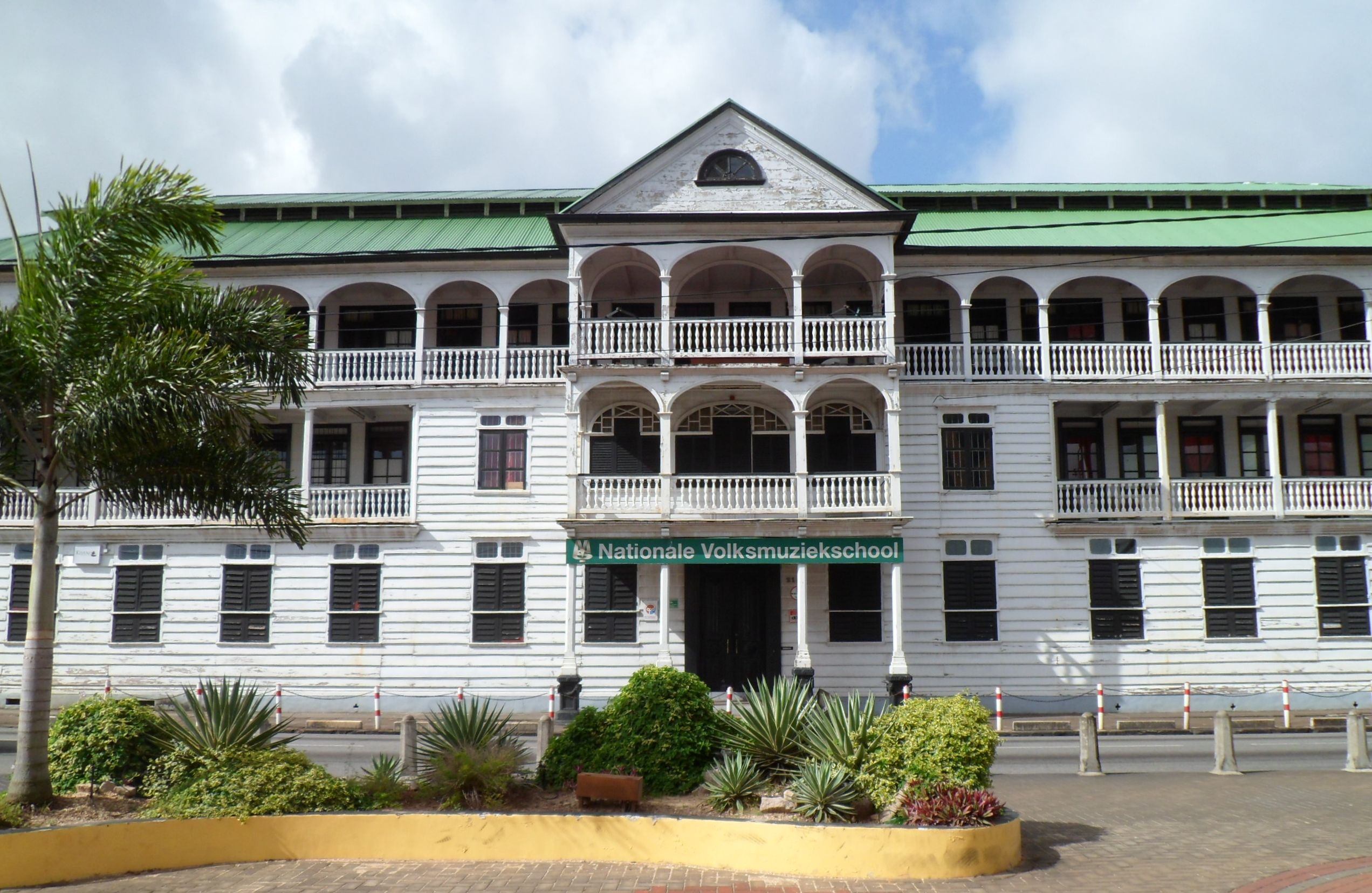
De Nationale Volksmuziekschool
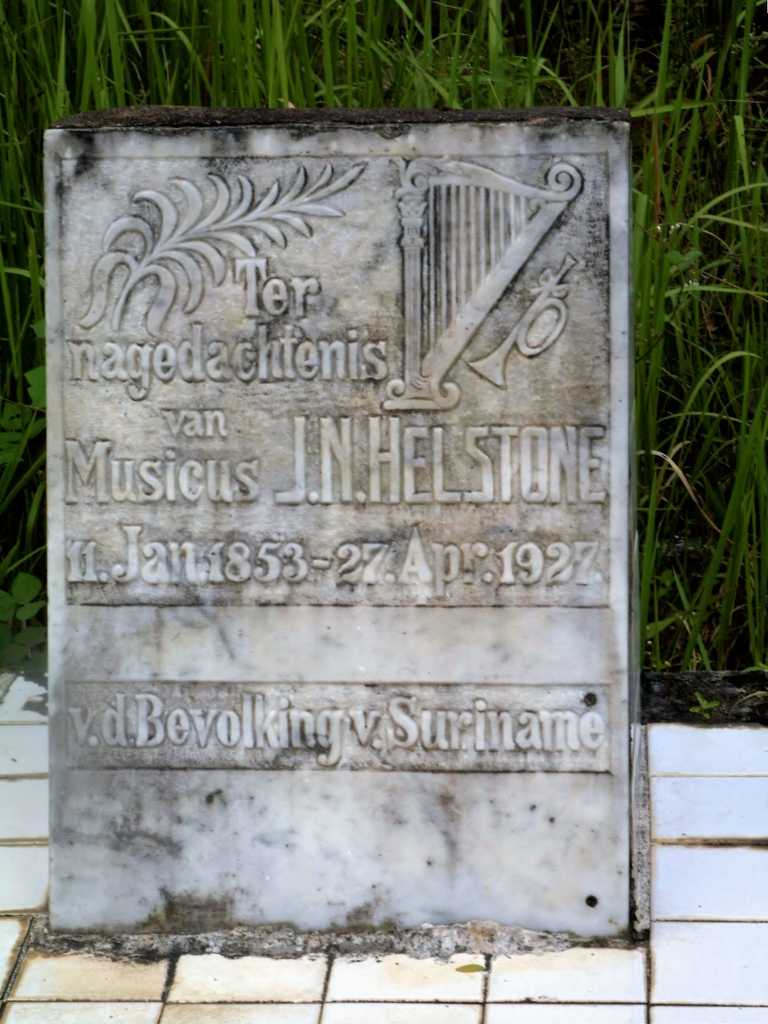
Grab mit Grabstein

## Ausstellung
- Johannes N. Helstone: Suriname in beweging. Ausstellung im Allard Pierson Museum in Amsterdam vom 26. Juni bis 13. Oktober 2024.